# 北海道オープンゴルフ選手権競技
北海道オープンゴルフ選手権競技（ほっかいどうオープンゴルフせんしゅけんきょうぎ）は、北海道ゴルフ連盟主催で1967年から開催されているゴルフトーナメントである。
1977年から1991年までは、JPGA公認男子ゴルフツアートーナメントで開催された。

## 歴代優勝者
- 2025 長谷川大晃
- 2024 長谷川大晃
- 2023 和田七星
- 2022 工藤大之進(a)
- 2021 海老根文博
- 2019 近藤龍一
- 2018 大谷俊介
- 2017 岡島功史
- 2016 大谷俊介
- 2015 上田成人
- 2014 加瀬秀樹
- 2013 嘉数光倫
- 2012 崎山武志
- 2011 溝口英二
- 2010 上田成人
- 2009 桑原克典
- 2008 前田雄大
- 2007 額賀辰徳
- 2006 井上清孝
- 2005 佐藤えいち
- 2004 増田伸洋（英語版）
- 2003 増田伸洋（英語版）
- 2002 佐々木久行
- 2001 久保超路
- 2000 上原宏一
- 1999 大川尚弥
- 1998 具滋勲
- 1997 田中文雄
- 1996 宝力寿教
- 1995 大森美幸
- 1994 大山健
- 1993 上原宏一
- 1992 高見和宏
- 1991 高橋勝成
- 1990 高橋勝成
- 1989 高橋完
- 1988 高橋完
- 1987 小島昭彦
- 1986 高橋勝成
- 1985 高橋勝成
- 1984 上原宏一
- 1983 高橋勝成
- 1982 上原宏一
- 1981 後藤満吉
- 1980 上原宏一
- 1979 佐藤正一
- 1978 上原宏一
- 1977 上原宏一
- 1976 上原宏一
- 1975 野辺地鼎
- 1974 竹田賢治
- 1973 山本雅明
- 1972 竹田賢治
- 1971 野辺地鼎
- 1970 野辺地純
- 1969 竹田賢治
- 1968 窪田清水
- 1967 野辺地純

＊ 太字はJPGA公認男子ゴルフツアートーナメント